# Estação Ferroviária de Vale da Rosa
A Estação Ferroviária de Vale da Rosa é uma interface de mercadorias da Linha do Sul, situada no concelho de Setúbal, em Portugal.

## Descrição

### Vias e plataformas
Em Janeiro de 2011, possuía três vias de circulação, com 593, 628 e 36 m de comprimento, que não apresentavam quaisquer plataformas. Nesta estação insere-se na rede ferroviária o ramal particular Renault - Vale da Rosa.

## História
Esta interface faz parte do troço entre Setúbal e Alcácer do Sal, que entrou ao serviço em 25 de Maio de 1920. Não figura nos mapas oficiais de 1985 e de 1988, tendo sido inaugurada posteriormente.